# Élie Baup
Élie Baup (ur. 17 marca 1955 w Saint-Gaudens) – francuski trener piłkarski i piłkarz.

## Kariera trenerska
W 1999 roku zdobył Mistrzostwo Francji z Bordeaux. W październiku 2003 roku został zwolniony przez prezydenta klubu, Jean-Louisa Triauda. W 2004 podpisał kontrakt z AS Saint-Étienne. W sezonie 2008/09 prowadził FC Nantes.
4 lipca 2012 roku został nowym trenerem Olympique Marsylii, zastępując Didiera Deschampsa. 2 sierpnia 2012 roku zremisował 1-1 z Eskişehirsporem w Lidze Europy, w pierwszym meczu o stawkę. 7 grudnia 2013 roku został zwolniony z powodu słabych wyników klubu. Marsylia zajmowała pod jego wodzą piąte miejsce i traciła osiem punktów do pierwszej trójki.